# Peștera Liliecilor (Vâlcea)
Peștera Liliecilor este o arie naturală protejată ce corespunde categoriei a III-a IUCN (rezervație naturală de tip speologic), situată în județul Vâlcea, pe teritoriul administrativ al comunei Costești.

## Localizare
Aria naturală aflată în Munții Căpățânii ce aparține grupei montane Șureanu-Parâng-Lotrului, la o altitudine de 850 m, în bazinul superior al Bistriței Vâlcene are o suprafață de 1 hectar și este inclusă în Parcul Național Buila-Vânturarița.

## Descriere
Rezervația naturală din abruptul drept al Cheilor Bistriței Vâlcene cunoscută și sub denumirea de Sfântul Grigore Decapolitul, a fost declarată arie protejată prin Legea Nr.5 din 6 martie 2000 (privind aprobarea Planului de amenajare a teritoriului național - Secțiunea a III-a - zone protejate) și reprezintă o cavernă (peșteră) în apropierea Mănăstirii Bistrița, alcătuită din galerii, holuri, săli, scări și depozite de guano; ce adăpostește faună bogată în specii de lilieci, coleoptere, acarieni sau arahnide. 
În interiorul peșterii se află două bisericuțe („Ovidenia”, în care pentru o perioadă au fost ascunse moaștele Sfântului Grigore Decapolitul și bisericuța „Sf. Arhangheli”) săpate în stâncă și parțial zidite.